# Andreï Vassilievitch Martynov
Pour les articles homonymes, voir Martynov.
Andreï Vassilievitch Martynov est un paléontologue et entomologiste russe, né le 9 août 1879 à Riazan et mort le 29 janvier 1938 à Moscou. Docteur ès sciences en 1933.

## Biographie
Il est diplômé de l'Université d'État de Moscou en 1902 puis assistant au département de zoologie de l'Université de Varsovie en 1909-1915. Conservateur de la section d'entomologie au musée de Zoologie de l'Académie des sciences d'URSS à partir de 1921, il collabore également avec le musée de Géologie de l'Académie des sciences (Léningrad). En 1936, le musée est transféré à Moscou et Martynov vient s'y installer.
Il s’intéresse d’abord aux trichoptères et aux crustacés avant de commencer à s’intéresser aux insectes fossiles.
Mort à Moscou, il est inhumé au Cimetière de Novodevitchi.